# 인텔 8259

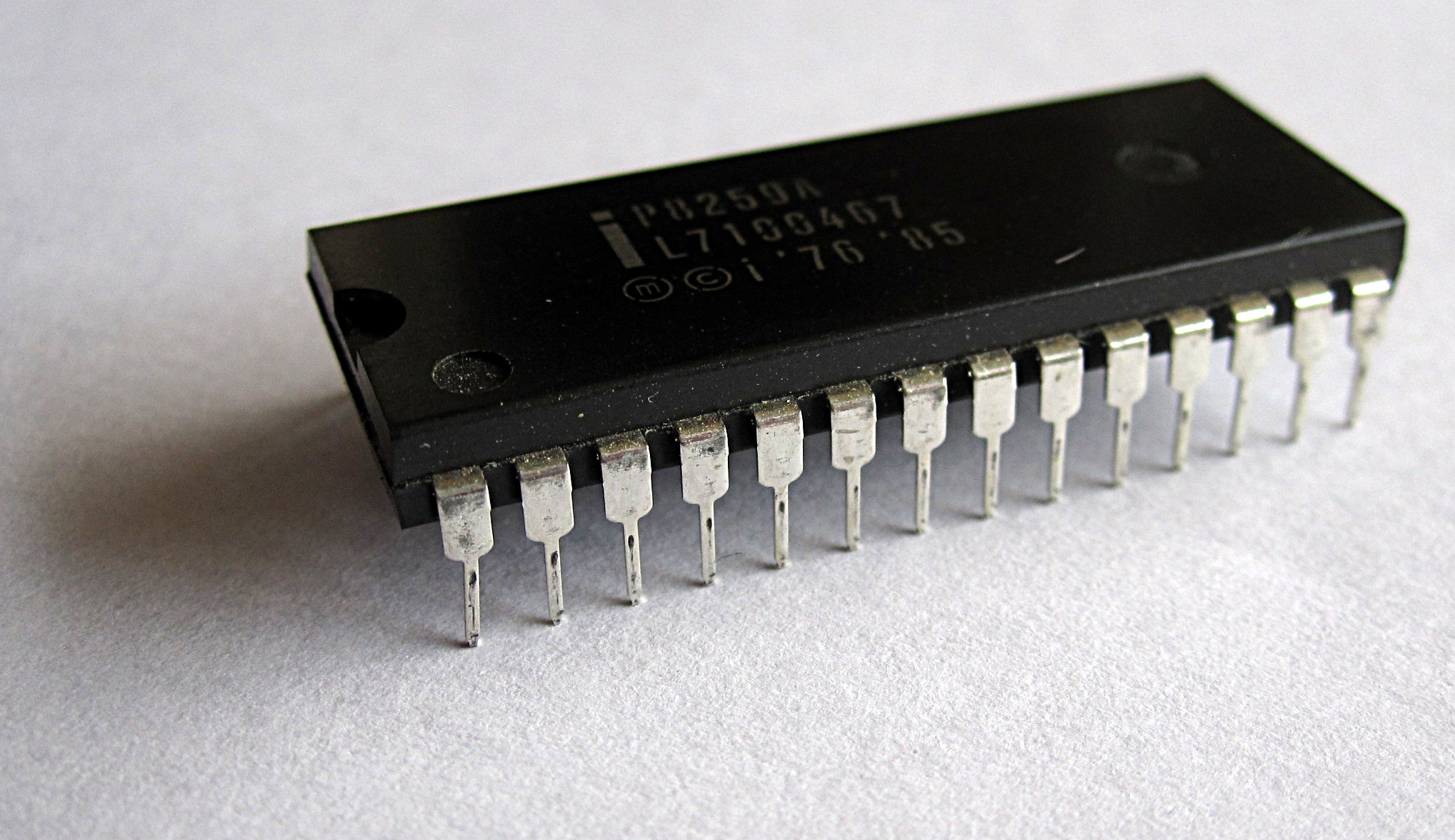
PC XT의 인텔 8259A IRQ 칩

핀

인텔 8259(Intel 8259)는 인텔 8085 및 인텔 8086 마이크로프로세서용으로 설계된 PIC(프로그래머블 인터럽트 컨트롤러)이다. 초기 부분은 8259였고, 이후 A 접미사 버전은 상위 버전과 호환되며 8086 또는 8088 프로세서와 함께 사용할 수 있었다. 8259는 여러 인터럽트 입력 소스를 호스트 마이크로프로세서에 대한 단일 인터럽트 출력으로 결합하여 시스템에서 사용할 수 있는 인터럽트 레벨을 프로세서 칩의 한두 레벨 이상으로 확장한다. 8259A는 원래 IBM PC와 IBM PC AT의 ISA 버스용 인터럽트 컨트롤러였다.
8259는 1976년 인텔의 MCS 85 제품군의 일부로 출시되었다. 8259A는 1981년에 출시된 원래 PC에 포함되었으며 1983년에 출시되었을 때 PC/XT에 의해 유지 관리되었다. PC/AT의 출시와 함께 두 번째 8259A가 추가되었다. 8259는 대칭형 멀티프로세서 PC에 도입된 이후 인텔 APIC 아키텍처와 공존해 왔다. 최신 PC에서는 인텔 APIC 아키텍처를 선호하여 8259A를 단계적으로 폐지하기 시작했다. 그러나 더 이상 별도의 칩은 아니지만 8259A 인터페이스는 여전히 최신 x86 마더보드의 플랫폼 컨트롤러 허브 또는 사우스브리지에 의해 제공된다.

## 같이 보기
- APIC
- 인터럽트 핸들러